# Idalus brachystriata
Idalus brachystriata là một loài bướm đêm thuộc phân họ Arctiinae, họ Erebidae.